# 아다브

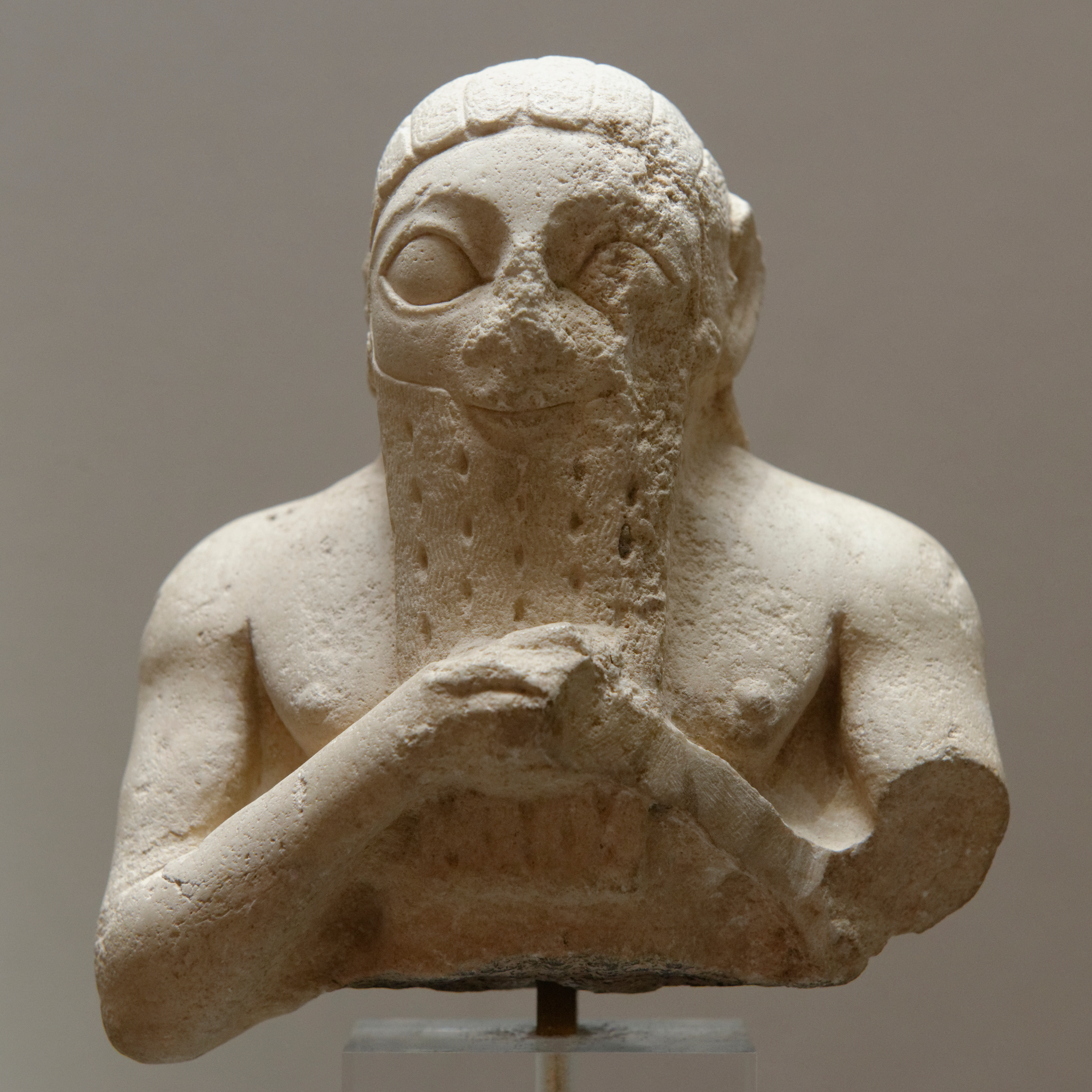

아다브는 수메르의 고대도시로, 이라크의 텔로와 니푸르 사이에 있었다. 현대의 이라크 와시트 주 내의 비스마야 또는 비스미야에 위치하고 있다.